# Браун Пік
Браун Пік (англ. Brown Peak) — стратовулкан і найвища точка островів Баллені. Він розташований в північній частині острова Стерж.

## Відкриття та назва

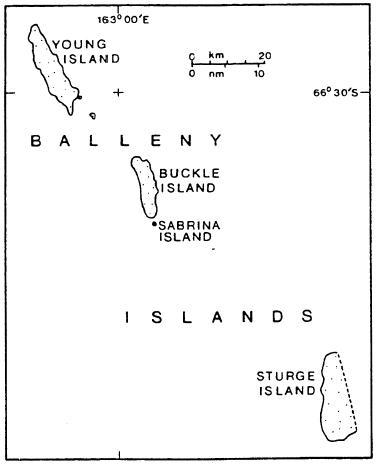
Острів Стерж — найпівденніший з островів Балені

Джон Баллені виявив Браун Пік в лютому 1839 року і назвав його на честь В. Брауна, одного з торговців, які надали фінансову підтримку «Експедиції братів Ендербі». У 1841 році, капітан Джеймс Кларк Росс, який побачив острів під час своєї експедиції до Антарктиди, випадково дав йому ім'я Пік Рассел.
Висота вершини становить 1705 м, за іншими даними 1524 м.